# Microdipoena ogatai
Espèce
Synonymes
- Mysmenella ogatai Lin & Li, 2008

Microdipoena ogatai est une espèce d'araignées aranéomorphes de la famille des Mysmenidae.

## Distribution
Cette espèce se rencontre au Japon et en Corée du Sud.

## Description
Le mâle holotype mesure 1,14 mm et la femelle paratype 1,39 mm, les mâles mesurent de 1,11 à 1,20 mm et les femelles de 1,27 à 1,53 mm.

## Systématique et taxinomie
Cette espèce a été décrite sous le protonyme Mysmenella ogatai par Ono en 2007. Elle est placée dans le genre Mysmenella par Lopardo et Hormiga en 2015.

## Étymologie
Cette espèce est nommée en l'honneur de Kiyoto Ogata.

## Publication originale
- Ono, 2007 : « Eight new species of the families Hahniidae, Theridiidae, Linyphiidae and Anapidae (Arachida, Araneae) from Japan. » Bulletin of the National Science Museum, sér. A, vol. 33, p. 153-173.